# سلول کلارک

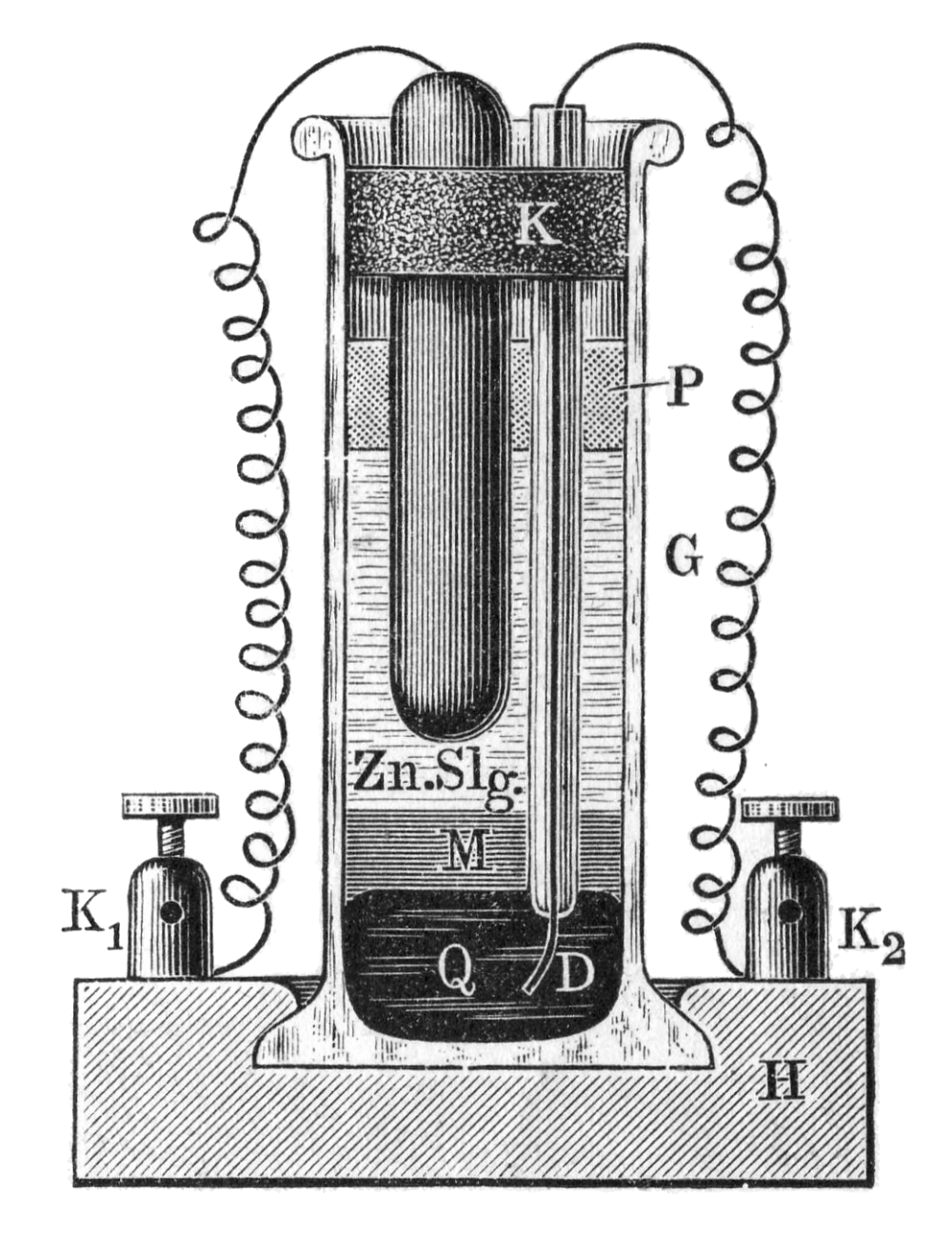
طرحی از یک سلول کلارک که در سال ۱۸۹۷کشیده شده است.

سلول کلارک(به انگلیسی: Clark cell) یک سلول گالوانی نوع اولیه و تر است که نخستین بار توسط مهندس انگلیسی، یوشیا لاتیمر کلارک در سال ۱۸۷۳ میلادی اختراع و ثبت گردید. این پیل گالوانی از یک آند روی و یک کاتد جیوه‌ای تشکیل شده است و می‌تواند ولتاژی حدود ۱٫۴۳۴ ولت ایجاد کند.